# Point de vue du Gras
Le Point de vue du Gras est la première photographie,, permanente, réussie et connue, qui nous est parvenue et existe encore de nos jours, de l'histoire de la photographie. Elle est l'œuvre et l'invention de l'inventeur français Nicéphore Niépce qui réalise la prise de vue en 1827 (1826 selon certains) de sa maison de Saint-Loup-de-Varennes près de Chalon-sur-Saône en Saône-et-Loire. Dès 1822, des écrits attestent de photographies réussies comme La table servie, ou "la gravure d'une photo du pape", qui sont, de manière documentée, les toutes premières photos de l'histoire à avoir été réalisées, avant Le Point de vue du Gras.

## Description
Niépce réalise cette photographie à l'aide d'une chambre noire et d'une plaque d'étain polie recouverte de bitume de Judée de 16,2 × 20,2 centimètres ou 16,7 × 20,3 × 0,15 centimètres selon les sources. Le fait que le soleil illuminât tous les bâtiments des deux côtés a longtemps fait considérer comme évident que le temps de pose avait été d'une journée entière, mais après avoir reconstitué le procédé dans les années 1990 et en s'appuyant sur les témoignages d'époque, Marignier a démontré que le temps de pose avait dû être de plusieurs jours,. Il avait d'abord réalisé en 1822 une nature morte, oubliée de l'Histoire, La Table servie étrangement, qui se révèle être en réalité la toute première photographie en tant qu'elle fixe sur un support durable la reproduction captée d'objets disposés sur une table. Point de vue du Gras n'est pas, contrairement à une idée faussement répandue, la toute première photographie jamais réalisée. C'est cette photographie qui nous est parvenue et existe encore de nos jours, et son histoire a pourtant été reproduite dans diverses revues et publications sur la photographie comme la toute première photo de l'Histoire, à tort.

## Historique
À partir de 1816, Nicéphore Niépce entreprend dans sa maison de Saint-Loup-de-Varennes de multiples recherches sur la photosensibilité des matériaux pour tenter de fixer sur un support l'image du fond d'une chambre noire, pour reproduire des images tout autant que des points de vues et scènes de la vie réelle. Niépce expérimente la reproduction d'images par contact et c'est ainsi qu'en 1822, Niépce parvient à copier le portrait dessiné du pape Pie VII sur une plaque de verre enduite de bitume de Judée, par la simple action de la lumière. Cette date est retenue pour être celle de l'invention du procédé photographique par l'immense plaque commémorative érigée à Saint-Loup-de-Varennes et sur laquelle est inscrit : "DANS CE VILLAGE, NICEPHORE NIEPCE INVENTA LA PHOTOGRAPHIE EN 1822." En 1824, une tentative est faite en utilisant une pierre lithographique, mais l'image est à peine visible, c'est en tout cas ce que Niépce écrit à son frère Claude en septembre de la même année. Il parvient finalement à un résultat satisfaisant à l'été 1827 avec une chambre noire et au moyen d'une plaque d'étain recouverte de bitume de Judée (goudron naturel connu depuis l'Antiquité) rincée dans un bain d'essence de lavande. Il réalise ainsi cette première héliographie / photographie de l'histoire de la photographie à partir de la fenêtre du premier étage de l'atelier de son domicile baptisé « Le Gras ». Cette image, baptisée « point de vue du Gras » dispose d'un niveau de netteté surprenant en regard des précédentes expérimentations mais l'original semble de nos jours difficilement intelligible si l'on se réfère aux critères des générations suivantes ayant connu des images très nettes, fidèles et détaillées, raison pour laquelle 125 ans plus tard cette image sera essentiellement connue à partir d'une reproduction très retouchée.
En 1828, Niépce améliore sa technique et obtient des images d’une qualité supérieure avec des demi-teintes sur un support à base d'argent poli et en faisant agir des vapeurs d'iode sur l'image au bitume. La précision des images ainsi obtenues est étonnante, toujours selon les critères de l'époque.
En 1829, il s'associe avec son confrère inventeur Louis Daguerre pour concevoir à deux un second procédé photographique amélioré baptisé physautotype, précurseur du daguerréotype.
Après un voyage d'affaires infructueux au Royaume-Uni afin d'intéresser la Royal Society à son procédé, Niépce donne cette photographie au botaniste Franz Bauer, ainsi que d'autres specimens d'images par contact et un texte décrivant son invention. Nicéphore Niépce meurt soudainement en 1833 d'un AVC. Alors qu'en janvier 1839 sont annoncées publiquement les inventions de Louis Daguerre et Fox Talbot, célébrant Daguerre comme l'inventeur de la photographie, Franz Baueur s'efforce de faire reconnaître l'antériorité de l'œuvre de Nicéphore Niépce, et présente le 9 mars 1839 à la Royal Society les éléments que Niépce lui avait confiés une dizaine d'années auparavant. Bauer meurt en 1840 et l'image passe ensuite dans de nombreuses mains et est exposée régulièrement au titre de curiosité historique. Elle est exposée au public pour la dernière fois en 1898 et tombe ensuite dans l'oubli durant plus de 50 ans.
Helmut Gernsheim, un historien de l'art et grand collectionneur, et sa femme, Alison Gernsheim, la recherchent, la retrouvent et l'acquierent en 1952, et cette redécouverte intronise finalement Niépce comme étant l'inventeur de la photographie. Ils font réaliser une copie moderne par un expert des laboratoires de recherche de la société Kodak mais il s'avère très difficile de trouver un compromis permettant de représenter tous les détails de la plaque originale.
Helmut Gernsheim retouche lourdement une copie pour en supprimer les défauts de surface et rendre l'image plus compréhensible : dès lors et jusqu'à la fin des années 70, cette image en noir et blanc est la seule copie autorisée pour les publications et la diffusion.
En 1963, Harry Ransom rachète l'essentiel de la collection de Gernsheim pour l'université du Texas à Austin et cette image fait partie de l'acquisition. Elle est actuellement exposée au Harry Ransom Center (en) et présentée dans un conteneur sous hélium, un gaz rare qui la protège de toute corrosion et noircissement.
Depuis 1952 et jusqu'en 1963, l'image a beaucoup voyagé à l'occasion d'expositions en Europe continentale et elle semble avoir été endommagée à un moment indéterminé durant cette période, après sa reproduction par Kodak et avant son acquisition par Harry Ransom : elle présente notamment des traces de coups ayant occasionnés des bosses à trois angles de la plaque. Depuis 1953 la plaque a presque exclusivement été montrée aux États-Unis, à l'exception d'une exposition à Mannheim, en Allemagne, en 2012-2013.
À partir du 21 novembre 2003, à l'occasion du congrès At First Light consacré à Niépce et organisé au Harry Ransom Center, la maison de Nicéphore Niépce, transformée en musée, a mis en ligne en temps réel sur son site web les images d'une webcam installée à une fenêtre située approximativement au même endroit que la fenêtre depuis laquelle le cliché historique fut pris (cette fenêtre ayant été transformée et décalée). Cette retransmission est aujourd'hui interrompue.

## Galerie

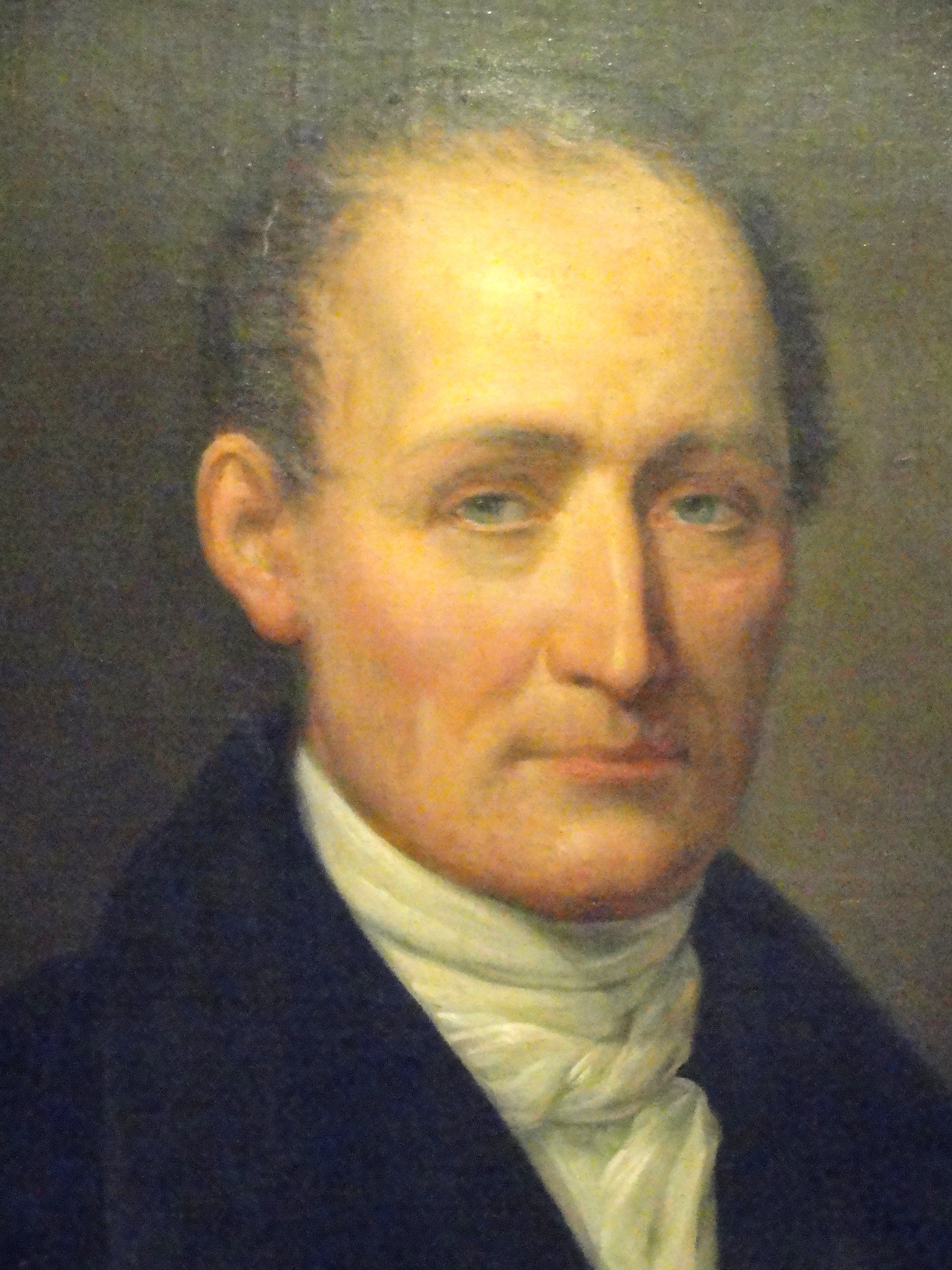
Nicéphore Niépce (1765-1833).
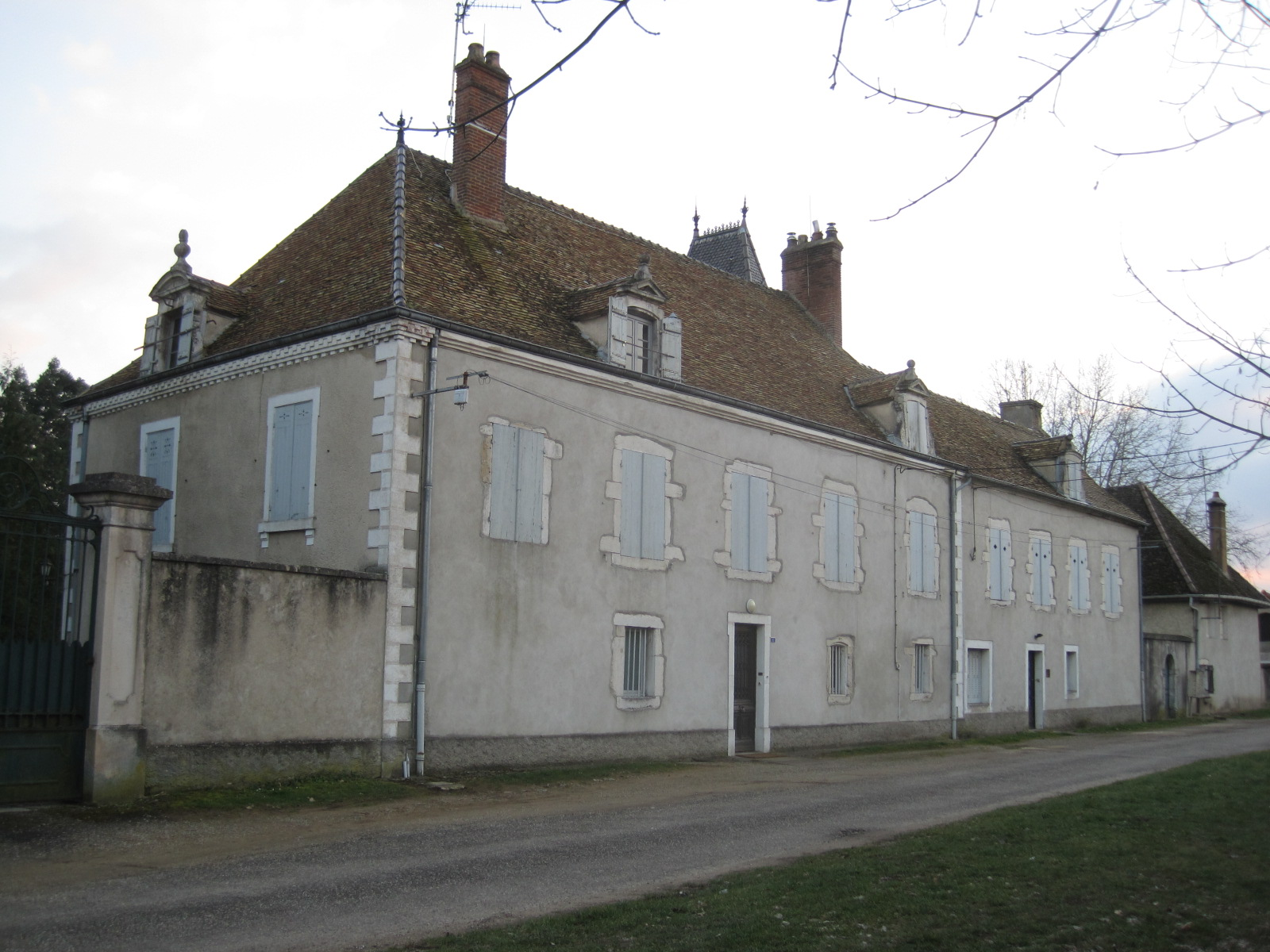
Maison de Nicéphore Niépce de Saint-Loup-de-Varennes.
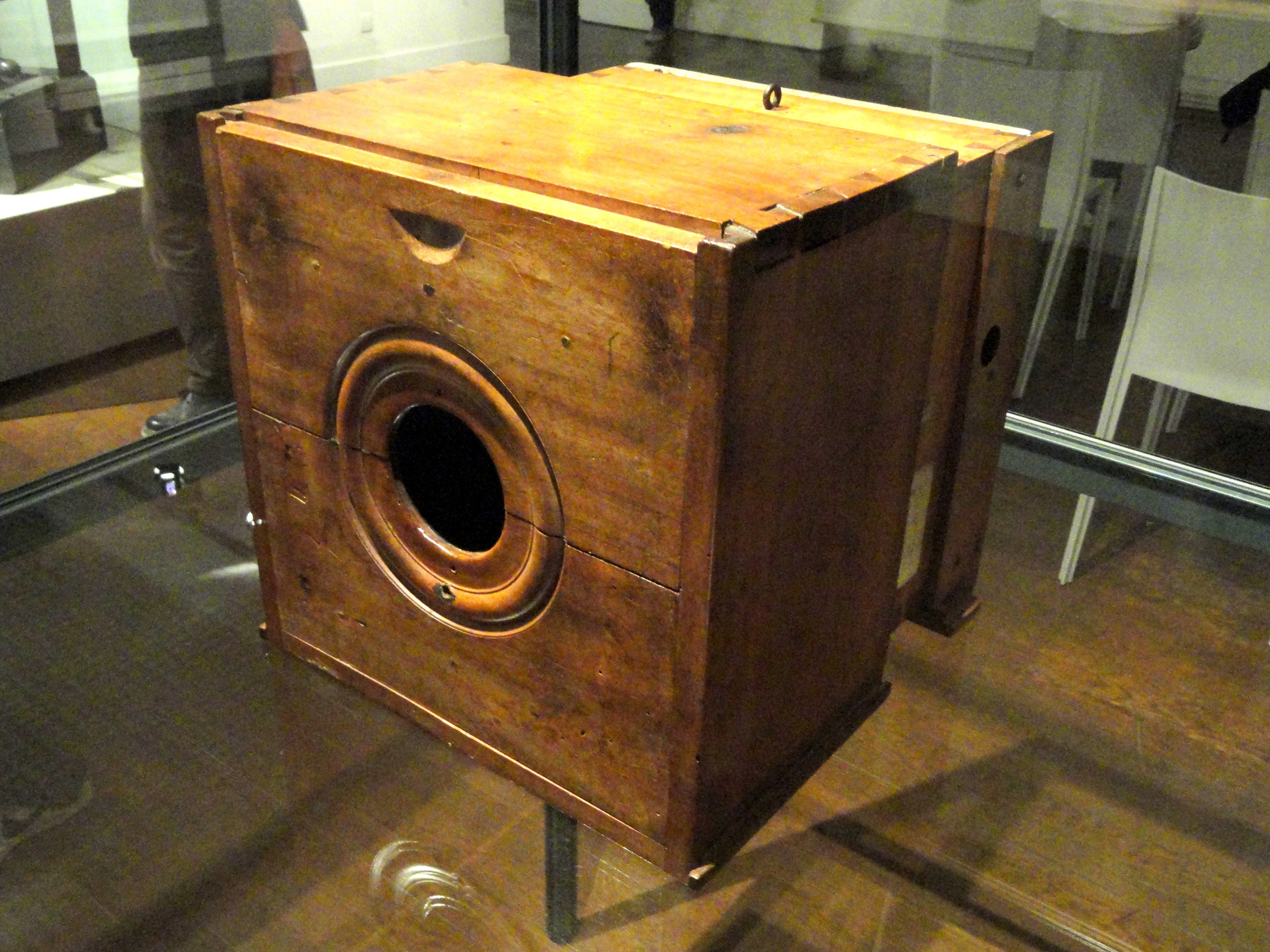
Chambre noire de Nicéphore Niépce de 1820, exposée au musée Nicéphore-Niépce de Chalon-sur-Saône.
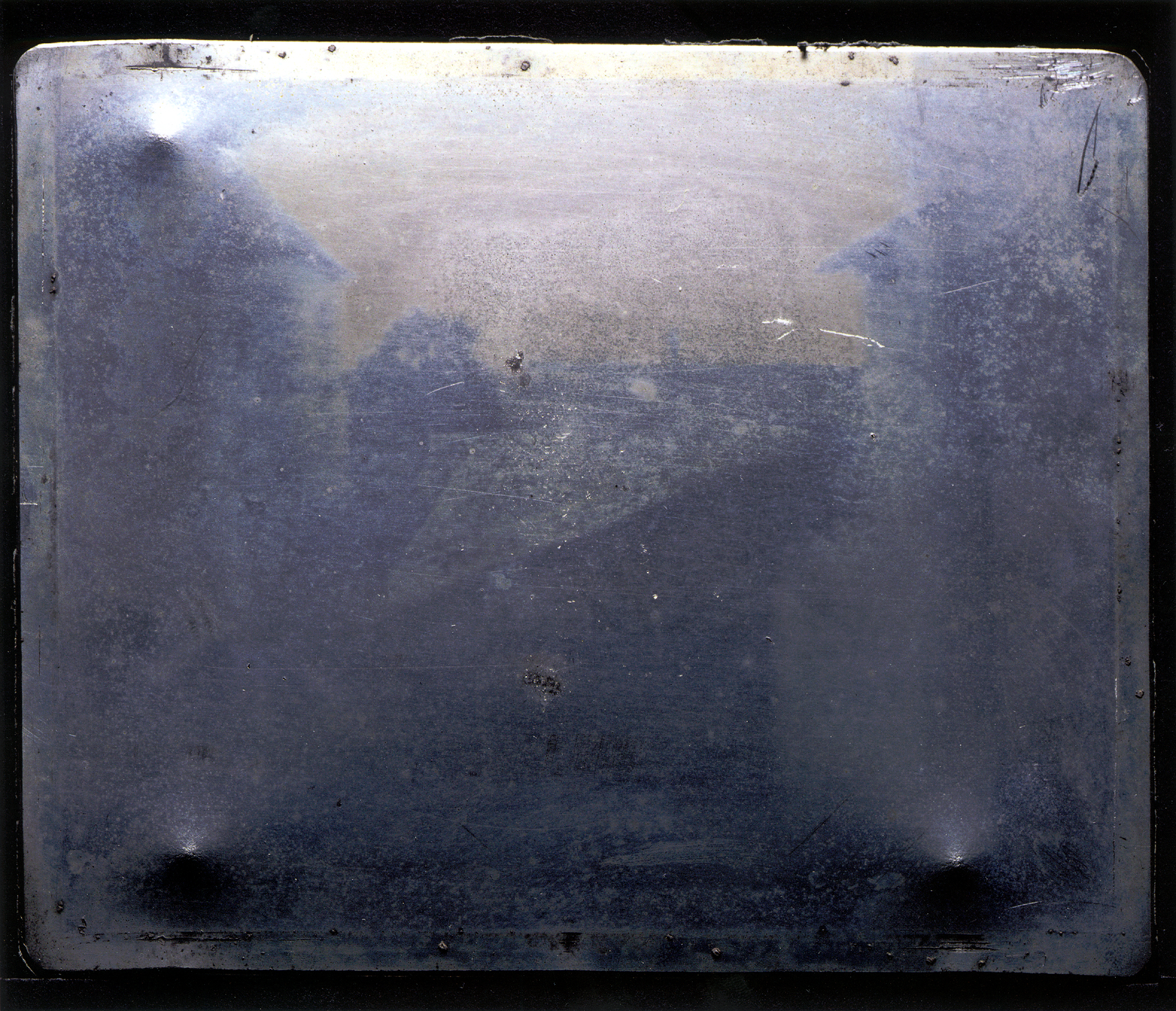
Plaque originale, à l’origine de la reproduction beaucoup plus récente, en noir et blanc et aux contrastes rehaussés, généralement diffusée.
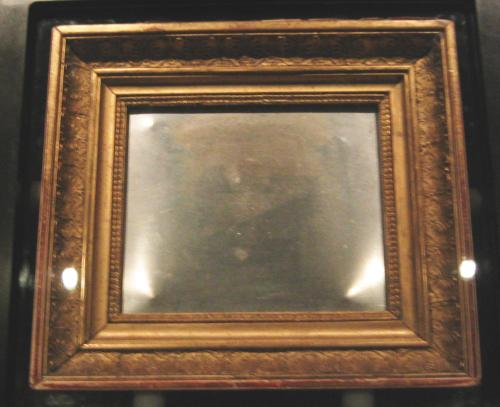
Plaque originale, encadrée, telle qu'exposée au Harry Ransom Center (en) aux États-Unis.
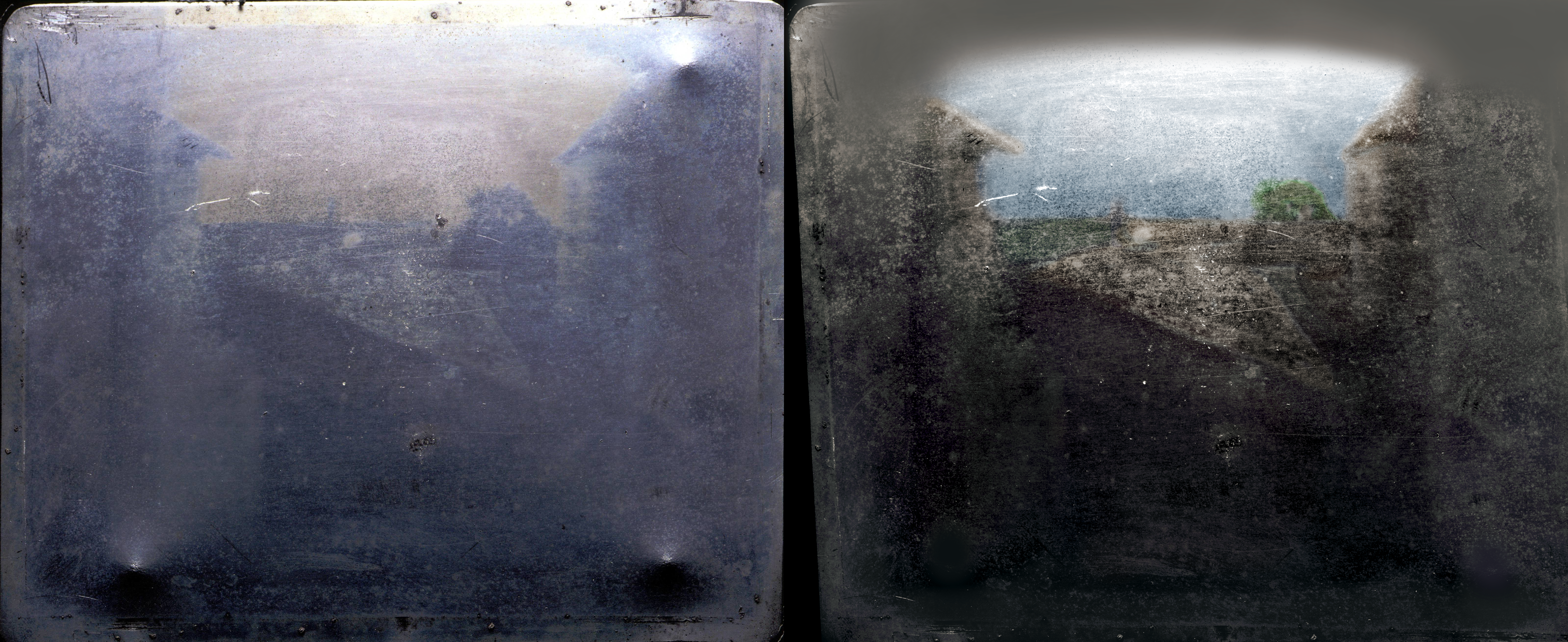
À gauche, plaque originale, à droite, version retouchée de l’image, à usage didactique, par réorientation et colorisation, pour rendre la vue plus compréhensible.

## Postérité
Entre 1995 et 1998, l'artiste Andreas Müller-Pohle s'est inspiré du Point de vue du Gras pour créer Digital Scores.
En 2003, le magazine Life a listé le Point de vue du Gras parmi les « 100 photographies qui ont changé le monde ».
En 2005, Joan Fontcuberta a créé Googlegram: Nièpce, une photomosaïque reconstituant le Point de vue du Gras à partir de 10 000 images numériques trouvées sur Google Images avec les mots-clés « photo » et « foto ».

## Estimations de la date de prise de vue
La date généralement admise pour la prise de vue a été dans un premier temps 1826, jusqu'à ce qu'elle soit remise en cause en 1967 par Harmant et Marillier qui, s'appuyant sur des lettres de Niépce, avancèrent qu'elle date de 1827, entre le 4 juin et le 18 juillet.
Ainsi Helmut Gernsheim, qui a d'abord retenu la date de 1826 (dans un article de 1977 par exemple), admit ensuite celle de 1827 (dans un ouvrage de 1982 par exemple).
Grâce à une reconstitution virtuelle permettant de calculer les ombres en fonction de la date, Jean-Louis Marignier a d'abord estimé, en 2008, que la période de prise de vue la plus probable était la deuxième quinzaine de juillet 1827, avant de recentrer son estimation autour du solstice d'été, fin juin.

## Analyses scientifiques
La photographie a été analysée par des scientifiques du Getty Conservation Institute (en) en 2002-2003. Les résultats en ont été dévoilés le 21 novembre 2003 lors du congrès At First Light.